# Alfonso Delgado Rubio
Alfonso Delgado Rubio (Sevilla, 1944-Madrid, 22 de enero de 2021) fue un pediatra español.

## Biografía
Aunque era natural de Sevilla, se crio en Córdoba. Se trasladó a Pamplona donde realizó la licenciatura y el doctorado en la Universidad de Navarra. Completó su especialización en Pediatría y Puericultura por las Universidades de Génova y Navarra.
Inició su carrera docente como Profesor Adjunto Numerario, y Director del Departamento de Pediatría de la Universidad de Navarra. Continuándola en la Universidad de Sevilla como Profesor Agregado Numerario; en la Universidad del País Vasco consiguió cátedra; y finalmente recaló en Madrid, como Catedrático de Pediatría y Puericultura de la Universidad CEU-San Pablo. En la capital de España fue nombrado Director del departamento de Pediatría y Puericultura de los hospitales del Grupo Hospital de Madrid. Anteriormente había sido Jefe del Servicio de Pediatría del Hospital de Basurto (Bilbao).
Realizó seis campañas de vacunación infantil en África. Férreo defensor de la medicina preventiva, gracias  a sus campañas de vacunación, salvó innumerables vidas.
En los últimos años de su vida se trasladó a  Marbella (Málaga) donde residìa durante buena parte del año.
En marzo de 2020 fue el primer médico en advertir del peligro potencial que suponían los niños, al ser asintomáticos, en la crisis del coronavirus, ya que son grandes transmisores del virus.  
Casado con Eva Muerza, el matrimonio tuvo tres hijos y varios nietos.

## Asociaciones a las que perteneció
- Académico numerario de la Real Academia de Medicina del País Vasco
- Presidente de la Asociación Española de Pediatría (1998-2009)
- Socio de Honor de las Sociedades de Pediatría de Francia, Italia, Uruguay, Perú́, Canarias y Córdoba (España)
- Grupo de Expertos de SIDA infantil de la AEP. Coordinador del Grupo de SIDA infantil de la Asociación Latinoamericana de Pediatría (2000-2009)